# Domenico Dragonetti
Domenico Carlo Maria Dragonetti (7. dubna 1763 Benátky – 16. dubna 1846 Londýn) byl italským kontrabasovým virtuosem a skladatelem pro třístrunný kontrabas. Třicet let působil v Benátkách, kde pracoval na žánru opery buffa v bazilice svatého Marka a v opeře ve Vicenze. Tou dobou byl již známý napříč Evropou a odmítl několik nabídek, včetně těch od ruského cara. V roce 1794 se přestěhoval do Londýna, kde hrál v orchestru královského divadla a usadil se zde po zbytek svého života. V 50. letech se stal prominentní postavou hudebních událostí anglického hlavního města, vystupoval na koncertech londýnské filharmonické společnosti i na soukromých událostech, kde se potkal s vlivnými osobnostmi země, např. s princem konsortem Albertem a vévodou z Leinsteru Charles Fitzgeraldem. Seznámil se se skladateli Josephem Haydnem a Ludwigem van Beethovenem, které navštívil při několika příležitostech ve Vídni a jimž předvedl možnosti kontrabasu coby sólového nástroje. Jeho dovednosti hry na tento nástroj v orchestru rovněž demonstrovaly smysl zápisu not kontrabasu odděleně od cella, což v té době nebylo obvyklé. Dnes je také připomínán pro model Dragonettiho smyčce, jejž vyvinul během svého života.